# Agustín Mantilla
Agustín Mantilla (Lima, 10 de desembre de 1944 - ?, 20 de novembre de 2015) va ser un economista, sociòleg i polític peruà. Va estudiar Economia en la Universitat Nacional Mayor de San Marcos i Sociologia en la Universitat Inca Garcilaso de la Vega.
En 1965 es va inscriure en l'APRA. Entre 1992 i 1995 es va exercir en la secretaria general d'aquest partit. Així mateix, va ser secretari privat d'Alan García Pérez des de 1979 fins a 1985.
El 13 de març de 2000 va rebre 30 mil dòlars de mans de Vladimiro Montesinos amb la finalitat de donar suport a la reelecció d'Alberto Fujimori, la qual cosa va quedar registrat en un dels vladivideos. Per això, en 2002 va ser condemnat a sis anys de presó pel delicte de corrupció de funcionaris.
Ha estat acusat de dirigir la matança en el penal del Frontón en 1986 i d'estar vinculat al Comando Rodrigo Franco. En el Primer Govern d'Alan García Pérez exercí com a Ministre de la Presidència i Ministre de l'Interior.